# Boynes
Boynes je francouzská obec v departementu Loiret v regionu Centre-Val de Loire. V roce 2011 zde žilo 1 288 obyvatel.

## Sousední obce
Barville-en-Gâtinais, Batilly-en-Gâtinais, Courcelles, Givraines, Yèvre-la-Ville

## Vývoj počtu obyvatel
Počet obyvatel